# VII обикновено народно събрание
Седмото обикновено народно събрание (VII ОНС) е народно събрание на Княжество България, заседавало от 15 октомври до 21 декември 1893, брой народни представители – 145. След като правителството на Стефан Стамболов подава оставка, е съставено опозиционно правителство, но вследствие на това се появява конфликт между изпълнителната и законодателната власт, което води до разпускането на VII ОНС на 1 август 1894 г.

## Избори
Изборите за VII ОНС са насрочени с указ на княз Фердинанд I № 227 от 20 май 1893 г. Провеждат са на 18 юли (31 юли – нов стил) същата година и са спечелени от Народнолибералната партия с общо 132 мандата. За опозицията остават 13 от общо 145 места.

## Място
Заседанието се провежда в сградата на Народното събрание.

## Сесии
- I редовна (15 октомври – 21 декември 1893)

## Председатели
- Димитър Петков (15 октомври – 19 ноември 1893)
- Георги Живков (20 ноември 1893 – 1 август 1894)

### Подпредседатели
- Христо Никифоров
- Милю Милев